# Кузьминка (Ленинградская область)
Кузьминка — деревня в Свердловском городском поселении Всеволожского района Ленинградской области.

## Название
Происхождение топонима «Кузьминка» достоверно неизвестно.

Существует версия, по которой императрица Елизавета Петровна в 1747 году пожаловала в этих местах 173 десятины земли обер-секретарю Сената Матвею Семёнович Кузьмину, на которой он якобы выстроил деревню и назвал её в свою честь — Кузьмина, но обер-секретарём Сената в 1740-х годах был Павел Васильевич Севергин, да и фамилии Кузьмин в «сказках» елизаветинской России не значится.
Так же неизвестно происхождение названия «Богородицкая».
Согласно существующим версиям, в 1790-е годы на семи десятинах земли он здесь якобы создал усадьбу и назвал её мыза Богородицкая, митрополит Новгородский и Санкт-Петербургский Гавриил, но мыза Богородицкая существовала здесь ещё в 1720-е годы и под этим же именем была пожалована митрополиту Гавриилу 13 октября 1785 года, императором Павлом I.
В XIX—XX веках деревня неоднократно меняла своё название: Богородицкая, Богородицкое, Кузьмина, Богородецкая Кузьмина, Кузмин, Богородицкая Кузьминка, и наконец просто Кузьминка.
Деревня Кузьминка дала название, расположенному в ней Кузьминскому железнодорожному мосту.

## История
Первое упоминание — деревня Кузнецова на Неве, происходит ещё в Писцовой книге Водской пятины 1500 года в Спасском Городенском погосте.
Затем она же как деревня Kuznecova отмечена в шведских Писцовых книгах Ингрии 1640 года.
Следующее, картографическое упоминание — мыза Богородцкая, происходит на карте Ингерманландии А. Ростовцева в 1727 году.
Затем она упоминается на карте Ингерманландии И. Б. Хомана как Bogorodzkaja в 1734 году.
Отмечена как деревня Богородцкая (Богородцкое) на картах 1742 года.
Затем как две соседние мыза и деревня: Zagoroditzkaya и Couzmina, а в русском варианте — Богородицкая и Кузмина, они упоминаются на картах окрестностей Санкт-Петербурга А. М. Вильбрехта 1792 года, а также мыза Богородицкая упоминается на карте прапорщика Н. Соколова, того же года.
В 1801 году мыза Богородицкая отошла в казну и в дальнейшем стала именоваться казённой деревней.
Деревня Кузмина упоминается на «Карте окружности Санкт-Петербурга» 1810 года.

БОГОРОДИЦКАЯ — деревня, принадлежит Казённому ведомству, жителей по ревизии 8 м. п., 11 ж. п. (1838 год)

На карте Ф. Ф. Шуберта 1844 года обозначена как деревня Кузьмина.

БОГОРОДИЦКАЯ — деревня Ведомства государственного имущества, по просёлкам, 6 дворов, 14 душ м. п. (1856 год)

Число жителей деревни по X-ой ревизии 1857 года: 14 м. п., 17 ж. п..

БОГОРОДИЦКАЯ (КУЗЬМИНКА) — деревня казённая, при р. Неве, 7 дворов, 10 м. п., 21 ж. п. (1862 год)

В 1882 году, согласно материалам по статистике народного хозяйства Шлиссельбургского уезда, усадьбу площадью 833 десятины за 18 000 рублей приобрёл статский советник Пётр Евтихиевич Харламов и дал её новое название — мыза Подспорье. Согласно подворной переписи 1882 года в деревне проживали 7 семей, число жителей: 20 м. п., 19 ж. п., разряд крестьян — государственные, а также пришлого населения 2 семьи, в них: 5 м. п., 4 ж. п., лютеране: 1 м. п., 1 ж. п..

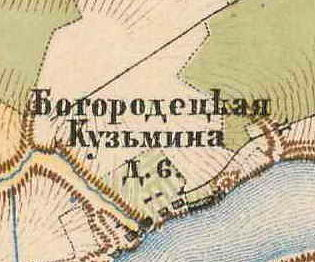
План деревни Кузьминка. 1885 год.

В 1885 году деревня Богородецкая Кузьмина насчитывала 6 дворов.
По данным 1886 года земли деревни Богородицкая (Кузьминка) были во владении крестьян-собственников.
По данным 1889 года на мызе Подспорье П. Е. Харламова имелся фруктовый сад из 25 яблонь, 5 груш и 10 вишен и слив, а также он сдавал две дачи за 540 рублей в год.
В 1892 году мызу Подспорье приобрёл купец 2-й гильдии потомственный почётный гражданин Александр Иванович Оленчиков.
В конце XIX века деревня административно относилась к Ивановской волости 2-го стана Шлиссельбургского уезда Санкт-Петербургской губернии, в начале XX века — 1-го стана.
В 1905 году на лесопильном заводе Данкина Шлёма Янкелевича у деревни Богородицкой трудилось 25 рабочих.
Кроме того, крестьяне деревни Богородицкое, судами (полулодками и тихвинками) перевозили дрова и разного рода товары из Шлиссельбурга в Санкт-Петербург.
В 1909 году в Богородицкой Кузьминке было 15 дворов.
В 1911 году А. И. Оленчиков заложил мызу Подспорье в Тульском земельном банке.
С 1917 по 1923 год деревня Кузьминка входила в состав Петрушинского сельсовета Ивановской волости Шлиссельбургского уезда.
С 1923 года в составе Кузьминского сельсовета Октябрьской волости Ленинградского уезда.
С 1924 года в составе Островского сельсовета.
Согласно переписи населения СССР 1926 года:

КУЗЬМИНКА — деревня Островского сельсовета Октябрьской волости, 18 хозяйств, 97 душ.

Из них: русских — 16 хозяйств, 87 душ; литовцев — 1 хозяйство, 5 душ; финнов — 1 хозяйство, 5 душ. (1926 год)

С 1927 года в составе Колпинского района.
С 1930 года в составе Ленинградского Пригородного района.
С 1936 года в составе Всеволожского района.

КУЗЬМИНКА — деревня Островского сельсовета, 140 чел. (1939 год)

План деревни Кузьминка. 1939 год

В 1940 году Кузьминка насчитывала 28 дворов, население деревни также составляло 140 человек.
С 1954 года в составе Овцынского сельсовета.
В 1958 году население деревни составляло 35 человек.
По данным 1966 и 1973 годов деревня Кузьминка также входила в состав Овцинского сельсовета.
В 1997 году в деревне проживал 1 человек, в 2002 году — 30 человек (все русские), в 2007 году — 32.

## География
Деревня расположена в южной части района на автодороге 41К-307 (Карьер-Мяглово — Кузьминка).
Расстояние до административного центра поселения — 18 км.
Деревня находится на правом берегу Невы, к востоку от деревни Островки. Через деревню протекает ручей Богородицкий.
До середины XX века деревня целиком располагалась на берегу Невы, затем название Кузьминка перешло и на выселок из деревни выше по ручью.

## Демография
| 1838 | 1862 | 1939 | 1940 | 1958 | 1997 | 2002 |
| ---- | ---- | ---- | ---- | ---- | ---- | ---- |
| 19   | ↗31  | ↗140 | →140 | ↘35  | ↘1   | ↗30  |
| 2007 | 2010 | 2017 |      |      |      |      |
| ↗32  | ↘9   | →9   |      |      |      |      |

Национальный состав
Согласно данным Всероссийской переписи населения 2021 года в деревне проживал 51 человек, из них:
 русские — 6, нет национальной принадлежности — 1 человек, остальные национальность не указали.

## Инфраструктура
Объектов промышленности и сельского хозяйства нет. Вокруг деревни ведётся активное коттеджное строительство.